# Воскресный папа
«Воскресный папа» — советский фильм 1985 года.

## Сюжет
«Воскресный папа» с долей юмора рассказывает в общем-то грустную историю об усилиях малыша помирить разошедшихся родителей.— журнал «Семья и школа», 1986 год
Действие происходит в 1983 году в Ленинграде. Дмитрий и Мария Сергеевы развелись полгода назад после семи лет супружеской жизни. Матери досталась квартира, отцу — автомобиль ВАЗ-21011 «Жигули». Их сын Алёшка остался с матерью и бабушкой, отца видит только по воскресеньям. В течение полугода отец каждое воскресенье утром приезжает и проводит с сыном время строго с 9:00 до 19:00. В случае опоздания отцу будет запрещено приезжать в следующий раз.
Фильм начинается со сцены проливного дождя ранним воскресным утром. Алёшка играет на кларнете и смотрит в окно в ожидании отца.
В 10:00 приезжает отец, опоздав на час из-за того, что мыл автомобиль. Из разговора Дмитрия с Марией становится ясно, что чувства друг к другу у них ещё не остыли. Алёшка тоже скучает по тем временам, когда мать и отец жили вместе, и всячески пытается сделать так, чтобы папа с мамой пересеклись лишний раз.
Далее фильм разделяется на две сюжетные линии: отец гуляет с сыном по Ленинграду, а мать обсуждает с бабушкой их воскресные встречи.
Дмитрий сказал Марии, что на месяц уедет в отпуск, и три следующих воскресенья не будет приезжать к Алёшке. Бабушка Зоя Александровна настроена против Дмитрия и выражает желание насовсем отлучить его от дома. Она даже готова судиться, несмотря на то, что отец платит алименты. Ей не нравится чрезмерно мягкий и, как следствие, безответственный характер бывшего зятя. Мария скучает по бывшему мужу, но не определилась, чего больше хочет: вернуть его или забыть. Каждую воскресную прогулку Дмитрий звонит бывшей жене из телефонов-автоматов, но ничего не говорит. Мария радуется этим звонкам, а Зоя Александровна злится и прячет телефон. Днём к Марии приходит её новый ухажёр, лётчик Петя, но и при нём она ждёт звонка от Дмитрия.
В 12:20 Дмитрий и Алёшка подъезжают к кафе «Флора». Поскольку автомобиль всё равно грязный после дождя, Дмитрий решает помыть его и платит швейцару, чтобы он пустил его в туалет за водой. Но швейцар выливает воду, которую Дмитрий набрал в ведро. Тогда Алёшка заступается за папу: он обманывает швейцара и возвращает деньги.
В 13:00 Алёшка и папа стоят в очереди за билетами в кинотеатр на мультфильмы вместе с другими «воскресными папами» и их детьми. Им не удаётся попасть на сеанс, и они идут в кафе «Мороженое». Алёшка угощает папу мороженым и признаётся, что вытащил деньги у мамы из сумки. Отец звонит матери, чтобы сообщить об этом, но снова не может ничего сказать. Увидев, что Алёшка за ним наблюдает, отец снимает трубку соседнего испорченного аппарата и имитирует разговор, дав Алёшке понять, что не будет его ни ругать, ни наказывать.
Пока Дмитрий и Алёшка звонят, за их столик садится ещё один «воскресный папа» с двумя единокровными сыновьями. Он начинает донимать Дмитрия личными вопросами. Алёшка опять заступается за папу, и дело доходит до драки между двумя отцами, за которую их забирают в милицию. Но быстро выпускают после того, как Алёшка признаётся милиционеру, что они оба «воскресные папы», а выходной заканчивается.
Дмитрий заезжает к себе на работу в больницу — он главврач. Оттуда он снова звонит Марии, но молчит в трубку, а потом просит у коллеги в долг 50 рублей на какой-то подарок сыну. Коллега отказывает. Потом Алёшка с отцом смотрят мотогонки, но Алёшке это быстро надоедает, он уходит с трибуны и чуть не теряется.
На заправке Алёшка покупает в автомате стакан газировки и выливает его себе в шорты. Дождавшись момента, когда они с отцом будут ехать по оживлённому проспекту, он начинает проситься в туалет. Отец останавливается под знаком «остановка запрещена». Это замечает инспектор ГАИ, но увидев ребёнка в мокрых шортиках, отпускает обоих.
Алёшка предлагает папе, чтобы мама принесла им сухие штаны и тоже с ними погуляла. Дмитрий тихо радуется такой перспективе. Он снова звонит бывшей жене, но не может дозвониться: пока Маша с Петей, Зоя Александровна сняла с телефона трубку. Дмитрию приходится вернуться к ним в квартиру за сухими штанами для Алёшки. Алёшка ждёт, что папа спустится вместе с мамой, да и Дмитрий готов попробовать объясниться с Марией.
Не видя ничего плохого в том, чтобы Мария воспитала ребёнка одна, Зоя Александровна, тем не менее, симпатизирует Пете. Она просит «будущего зятя» приделать вешалку в коридоре, которую когда-то плохо приколотил к стене Дмитрий. Но и Пете это не удаётся. Как раз в этот момент приходит Дмитрий. Он видит Петю, букет роз на накрытом столе, и устраивает сцену ревности. Уходя, Дмитрий забивает в стену гвоздь, с которым не справился Петя.
В испорченном настроении отец с сыном едут к родителям Дмитрия. Дедушка Алёшки, Дмитрий Сергеев-старший, обижается на сына: из-за того, что Дмитрий Сергеев-младший развёлся, дедушка с бабушкой видят внука раз в неделю и всего на один час. Дмитрий Сергеев-младший берёт у матери 50 рублей и покупает Алёшке подарок, пока тот гостит у дедушки с бабушкой.
Далее отец везёт сына за город, хотя время уже подходит к вечеру. В дороге Дмитрий показывает Алёшке подарок: кассетный магнитофон. Туда уже заряжена кассета, на которую Дмитрий записал свой голос, чтобы Алёшка мог слушать сказки в папином исполнении перед сном. Алёшка не очень рад такому подарку: ему хочется слушать живого папу. В этот момент они прокалывают колесо. Помогая отцу, Алёшка находит в багажнике букет цветов. Узнав, что цветы не для мамы, Алёшка их выбрасывает.
Дмитрий приезжает в загородный детский сад, где работает женщина, за которой он ухаживает уже два месяца — воспитательница Лена. Познакомившись с Леной и с её дочерью Ниной, Алёшка открыто выражает неприязнь к обеим. Дмитрий предлагает Лене выйти за него замуж, но Лена отказывает: во-первых, из-за Алёшки; а, во-вторых, она понимает, что Дмитрий делает это со зла на бывшую жену. Дмитрий не огорчён её отказом.
По дороге домой отец с сыном застревают в пробке. Пытаясь проскочить по встречной полосе, Дмитрий едва не попадает в аварию, и становится ясно, что им не успеть вернуться к 19:00. Тогда отец признаётся сыну, что собрался в отпуск и всё равно следующие три раза к нему не приедет. Алёшка плачет.
Не дождавшись сына и бывшего мужа вовремя, Мария всерьёз беспокоится, что что-то случилось. Она говорит своей матери, что никогда в жизни не запретила бы Алёшке и Дмитрию видеться. Отец с сыном приезжают уже после 20:00, Мария встречает их во дворе. Мимо идёт чья-то свадьба.
Алёшка слёзно просит маму подойти к ним и простить их за опоздание. Та молчит и тоже плачет. Эта сцена завершает фильм, оставляя финал открытым.

## В ролях
- Дима Гранкин — Алёшка, сын
- Юрий Дуванов — папа, Дмитрий Дмитриевич Сергеев, врач
- Тамара Акулова — мама, Маша Сергеева
- Галина Польских — бабушка, Зоя Александровна
- Борис Щербаков — лётчик Петя, ухажёр Маши
- Виктор Шульгин — Дмитрий Сергеевич Сергеев
- Нина Ургант — Нина Сергеева
- Вера Глаголева — Лена, воспитательница
- Аня Нахапетова — Нина, дочь Лены
- Игорь Ефимов — швейцар в кафе «Флора»
- Михаил Кокшенов — отец двоих мальчишек
- Пётр Семак — папа-моряк

## Съёмочная группа
- Режиссёр: Наум Бирман
- Сценарист: Эдуард Акопов
- Композитор: Вениамин Баснер
- Оператор: Генрих Маранджян
- Художник-постановщик: Всеволод Улитко
- Звукорежиссёр: Галина Горбоносова
- Песню исполняют: Елена Дриацкая, Николай Караченцов